# Lister- und Lennekraftwerke
Die Lister- und Lennekraftwerke GmbH (Kurzform: LLK GmbH) ist ein Stromerzeugungsunternehmen, das zum Ruhrverband gehört und insgesamt fünfzehn Wasserkraftwerke betreibt, die sich überwiegend im Sauerland befinden. Neben dem Hauptsitz in Essen, ist das Unternehmen auch in Attendorn vertreten.
Gegründet wurden die Lister- und Lennekraftwerke 1905 im Zusammenhang mit dem Bau der Listertalsperre (1909 bis 1912) als Abteilung des Ruhrtalsperrenvereins (RTV). Die GmbH wurde erst 1983 aus steuerlichen Gründen gegründet, als hundertprozentige Tochtergesellschaft des RTV, dem heutigen Ruhrverband.
Mit der fortschreitenden Elektrifizierung Deutschlands nach dem Ersten Weltkrieg wurden immer mehr Wasserkraftanlagen im Bereich der Lenne und der oberen Ruhr errichtet. In den Jahren 1923 bzw. 1928 wurden die Laufwasserkraftwerke Bamenohl bzw. Lenhausen gebaut. Weitere Kraftwerksbauten, z. B. Ahausen (1938), Sorpetalsperre (1935), Biggetalsperre (1966), bis hin zum Kemnader Stausee (2011) kamen hinzu. Auch das Leitungsnetz wurde ausgebaut, das in der Spitze eine Länge von über 1.400 km aufwies und mit dem über 80.000 Kunden mit elektrischer Energie versorgt wurden.
2013 wurden die Netz- und Vertriebsaktivitäten ausgegliedert und mit denen der Stadtwerke Attendorn und Stadtwerke Olpe zur neuen BIGGE ENERGIE GmbH & Co. KG fusioniert. Sie gehörte zu den ersten fünf Energieversorgern bundesweit, die Naturstrom als Vollversorgung anboten. Die LLK GmbH beschränkt sich seitdem auf die Betriebsführung der 15 Wasserkraftanlagen an Lenne, Möhne und Ruhr sowie an den Talsperren des Ruhrverbands und reduzierte die Mitarbeiterzahl von ca. 70 auf nur noch 6.

## Wasserkraftwerke
Die Lister- und Lennekraftwerke betreiben 15 Wasserkraftwerke:
- Speicherkraftwerk Ahausen am Ahauser Stausee
- Laufwasserkraftwerk Bamenohl
- Speicherkraftwerk Bigge an der Biggetalsperre
- Speicherkraftwerk Ennepe an der Ennepetalsperre
- Speicherkraftwerk Fürwigge an der Fürwiggetalsperre
- Laufwasserkraftwerk Hachen
- Speicherkraftwerk Henne an der Hennetalsperre
- Speicherkraftwerk Kemnade am Kemnader See
- Laufwasserkraftwerk Lenhausen
- Speicherkraftwerk Lister an der Listertalsperre
- Speicherkraftwerk Möhne (Hauptkraftwerk) am Möhnesee
- Speicherkraftwerk Möhne (Nebenkraftwerk) am Ausgleichsweiher des Möhnesees
- Pumpspeicherkraftwerk Sorpe an der Sorpetalsperre
- Laufwasserkraftwerk Niederense
- Speicherkraftwerk Verse an der Versetalsperre